# Pediapelta asmarensis
Pediapelta asmarensis är en tvåvingeart som beskrevs av Munro 1955. Pediapelta asmarensis ingår i släktet Pediapelta och familjen borrflugor.
Artens utbredningsområde är Eritrea. Inga underarter finns listade i Catalogue of Life.